# Maken-Ki!
Maken-ki! (マケン姫っ!?) è un manga di Hiromitsu Takeda. Esso è stato serializzato sulla rivista Dragon Age Pure di Fujimi Shobō dal 20 aprile 2007 al 9 febbraio 2020. In Italia il manga è stato pubblicato da Planet Manga da settembre 2013 a settembre 2020.
Il sito ufficiale del Monthly Dragon Age ha annunciato una serie anime ispirata al manga. L'anime è suddiviso in due serie più due OAV. La prima serie è andata in onda in Giappone tra ottobre e dicembre 2011 ed è composta da 12 episodi, mentre la seconda è andata in onda in Giappone tra gennaio e marzo 2014 ed è composta da 10 episodi. I due OAV sono stati pubblicati tra febbraio 2012 e settembre 2013.

## Trama
Il protagonista del manga è Takeru Oyama, un normale ragazzo dalla mentalità da pervertito. Un giorno Takeru riesce ad entrare in una scuola senza sostenere alcun esame. La felicità da lui provata è tale da non badare troppo al fatto che sia gli studenti dell'accademia sia l'accademia stessa, siano parecchio strani. Takeru sarà infatti costretto a combattere a suon di magia con armi chiamate Maken, ma per fortuna non vivrà quest'avventura in solitaria; al suo fianco infatti ci sarà Inaho Kushiya, autoproclamatasi sua fidanzata e Haruko Amaya, amica d'infanzia di Takeru e vice presidentessa del consiglio studentesco.

## Personaggi

### Personaggi principali
Takeru Oyama (大山 タケル?, Ōyama Takeru)
Doppiato da: Tomoaki Maeno
Haruko Amaya (天谷 春恋?, Amaya Haruko)
Doppiata da: Noriko Shitaya
Kodama Himegami (姫神 コダマ?, Himegami Kodama)
Doppiata da: Sayuri Yahagi
Inaho Kushiya (櫛八 イナホ?, Kushiya Inaho)
Doppiata da: Iori Nomizu

### Personaggi secondari

#### Studenti della Tenbi
Kengo Usui (碓 健吾?, Usui Kengo)
Azuki Shinatsu (志那都 アズキ?, Shinatu Azuki)
Doppiata da: Misuzu Togashi
Uruchi Minaya (水屋 うるち?, Minaya Uruchi)
Furan Takaki (高貴 楓蘭?, Takaki Furan)
Yūka Amado (雨渡 穣華?, Amado Yūka)
Kimi Satō (砂藤 季美?, Satō Kimi)
Chacha Akaza (藜 チャチャ?, Akaza Chacha)

#### Staff dell'accademia Tenbi
Minori Rokujo (六条 実?, Rokujō Minori)
Doppiato da: Mina
Gen Tagayashi (耕志 玄?, Tagayashi Gen)
Aki Nijo (二条 秋?, Nijō Aki)
Doppiata da: Hitomi Harada
Tomika Amado (雨渡 豊華?, Amado Tomika)

## Manga
Il manga è stato scritto da Hiromitsu Takeda e serializzato sulla rivista bimestrale Dragon Age Pure edita da Fujimi Shobō, dal 20 aprile 2007 al 9 febbraio 2020. Il primo volume tankōbon è stato messo in vendita il 5 giugno 2008, mentre il ventiquattresimo ed ultimo è uscito il 9 marzo 2020.
In Italia il manga è stato pubblicato da Panini Comics sotto l'etichetta Planet Manga nella collana Manga Zero dal 5 settembre 2013 al 10 settembre 2020.

### Volumi
| 1  | 5 giugno 2008 | ISBN 978-4-04-712553-7 | 7 settembre 2013  |
| 1  | Capitoli - 1. (天を契んだ日?, Ten o chiginda hi) - 2. (測定するは身体のみか?, Sokutei suru wa shintai nomi ka) - 3. (女の子はスゴイんです?, Onnanoko wa sugoin desu) - 4. (魔導検警機構始動?, MAKENKI shidou) - 5. (敵は天日にあり?, Teki wa Tenbi ni ari) |                        |                   |
| 2  | 5 dicembre 2008 | ISBN 978-4-04-712582-7 | 26 ottobre 2013   |
| 3  | 7 settembre 2009 | ISBN 978-4-04-712626-8 | 21 dicembre 2013  |
| 4  | 8 aprile 2010 | ISBN 978-4-04-712660-2 | 8 marzo 2014      |
| 5  | 7 ottobre 2010 | ISBN 978-4-04-712689-3 | 30 aprile 2014    |
| 6  | 7 aprile 2011 | ISBN 978-4-04-712720-3 | 28 giugno 2014    |
| 7  | 6 ottobre 2011 | ISBN 978-4-04-712752-4 | 30 agosto 2014    |
| 8  | 7 marzo 2012 | ISBN 978-4-04-712781-4 | 25 ottobre 2014   |
| 9  | 6 settembre 2012 | ISBN 978-4-04-712827-9 | 20 dicembre 2014  |
| 10 | 7 marzo 2013 | ISBN 978-4-04-712860-6 | 21 febbraio 2015  |
| 11 | 9 ottobre 2013 | ISBN 978-4-04-712905-4 | 25 aprile 2015    |
| 12 | 8 marzo 2014 | ISBN 978-4-04-070050-2 | 20 giugno 2015    |
| 13 | 9 ottobre 2014 | ISBN 978-4-04-070339-8 | 24 ottobre 2015   |
| 14 | 9 marzo 2015 | ISBN 978-4-04-070353-4 | 19 dicembre 2015  |
| 15 | 9 settembre 2015 | ISBN 978-4-04-070684-9 | 28 aprile 2016    |
| 16 | 9 marzo 2016 | ISBN 978-4-04-070833-1 | 22 dicembre 2016  |
| 17 | 9 settembre 2016 | ISBN 978-4-04-072021-0 | 25 maggio 2017    |
| 18 | 9 marzo 2017 | ISBN 978-4-04-072209-2 | 28 settembre 2017 |
| 19 | 8 settembre 2017 | ISBN 978-4-04-072435-5 | 19 aprile 2018    |
| 20 | 9 marzo 2018 | ISBN 978-4-04-072631-1 | 25 ottobre 2018   |
| 21 | 7 settembre 2018 | ISBN 978-4-04-072876-6 | 30 maggio 2019    |
| 22 | 9 aprile 2019 | ISBN 978-4-04-073132-2 | 19 dicembre 2019  |
| 23 | 9 settembre 2019 | ISBN 978-4-04-073324-1 | 19 marzo 2020     |
| 24 | 9 marzo 2020 | ISBN 978-4-04-073569-6 | 10 settembre 2020 |

## Anime
Un adattamento anime fu annunciato nel dicembre 2010 sul sito ufficiale della rivista Monthly Dragon Age. Nell'aprile 2011, la stessa testata confermò che la serie animata sarebbe andata in onda in televisione. Prodotta dallo studio AIC sotto la direzione di Kōichi Ōhata, con i testi a cura di Yōsuke Kuroda e la colonna sonora composta da Cher Watanabe, venne trasmessa dal 5 ottobre al 21 dicembre 2011 su AT-X. La prima stagione è un adattamento dei primi quattro volumi del manga, mentre la seconda mostra degli archi narrativi inediti.

### Episodi

#### Stagione 1
| Nº | Giapponese 「Kanji」 - Rōmaji                                     | In onda          | In onda |
| Nº | Giapponese 「Kanji」 - Rōmaji                                     | Giapponese       |         |
| 1  | 「天を契んだ日」 - Ten o chiginda hi                              | 5 ottobre 2011   |         |
| 2  | 「女の子はすごいんです」 - Onnanoko wa Sugoin desu                | 12 ottobre 2011  |         |
| 3  | 「マケンキへようこそ」 - MAKENKI e Yōkoso                         | 19 ottobre 2011  |         |
| 4  | 「敵は天日にあり」 - Teki wa Tenbi ni Ari                         | 26 ottobre 2011  |         |
| 5  | 「天日最強の女」 - Tenbi Saikyō no Onna                           | 2 novembre 2011  |         |
| 6  | 「天日に雨の降るごとく」 - Tenbi ni Ame no Kudaru Gotoku          | 9 novembre 2011  |         |
| 7  | 「天日に降りた女神たち」 - Tenbi no Orita Megamitachi             | 16 novembre 2011 |         |
| 8  | 「シリアの全てをあげちゃいマス」 - Shiria no Subete o Agechaimasu | 23 novembre 2011 |         |
| 9  | 「嵐を呼ぶ水上騎馬戦」 - Arashi o Yobu Suijōbasen                 | 30 novembre 2011 |         |
| 10 | 「光と影の乙女」 - Hikari to Kage no Shōjo                        | 7 dicembre 2011  |         |
| 11 | 「まかろん限定サービスデー」 - Macaron Gentai Service Day         | 14 dicembre 2011 |         |
| 12 | 「楽園を守るもの」 - Rakuen o Mamorumono                          | 21 dicembre 2011 |         |

#### OAV
| Nº | Giapponese 「Kanji」 - Rōmaji                                                        | Prima edizione    | Prima edizione |
| Nº | Giapponese 「Kanji」 - Rōmaji                                                        | Giapponese        |                |
| 1  | 「マケン姫っ！ 夏だ！水着だ！合宿だ！」 - Natsu Da! Mizugi Da! Gasshuku Da!          | 29 febbraio 2012  |                |
| 2  | 「タケル女体化!? 南の島ですぽ～ん？」 - Takeru Nyotaika!? Minami no Shima de Supo~n? | 30 settembre 2013 |                |

#### Stagione 2
| Nº | Giapponese 「Kanji」 - Rōmaji                           | In onda          | In onda |
| Nº | Giapponese 「Kanji」 - Rōmaji                           | Giapponese       |         |
| 1  | 「魔導検警機構」 - Madō Kenkei Kikō                     | 16 gennaio 2014  |         |
| 2  | 「タケル君が好き☆」 - Takeru Kimigasuki!                | 23 gennaio 2014  |         |
| 3  | 「ニャケン姫っ？」 - Nyaken Himetsu?                    | 30 gennaio 2014  |         |
| 4  | 「まん（ハート）コス」 - Man (Hāto) Kosu                | 6 febbraio 2014  |         |
| 5  | 「おねだり☆ティーチャー」 - O Nedari Tīchā              | 13 febbraio 2014 |         |
| 6  | 「極悪統生会っ！」 - Gokuaku Mitsuru Sei Kai Tsu!       | 20 febbraio 2014 |         |
| 7  | 「その名はルドル！」 - Sononawa Rudoru!                 | 27 febbraio 2014 |         |
| 8  | 「学園ハーレム」 - Gakuen Hāremu                        | 6 marzo 2014     |         |
| 9  | 「君は薔薇より男らしい」 - Kimi wa bara yori otokorashī | 13 marzo 2014    |         |
| 10 | 「そして、マケンキへ」 - Soshite, Makenki e             | 20 marzo 2014    |         |

## Accoglienza
Andy Hanley di UK Anime Network, nel recensire i primi cinque episodi dell'anime, ha trovato poca originalità e ha definito la serie: "una cavalcata di vecchi tropi stanchi ed espedienti narrativi, da una visita a una sorgente termale a un "appuntamento" in cui la coppia è spiata da amici gelosi, che si estendono fino ai vari personaggi della serie e oltre.